# Trochosa spinipalpis
Trochosa spinipalpis là một loài nhện trong họ Lycosidae.
Loài này thuộc chi Trochosa. De gestekelde nachtwolfspin được Frederick Octavius Pickard-Cambridge miêu tả năm 1895.